# Slag om Bunker Hill
De Slag om Bunker Hill vond plaats op 17 juni 1775 op Breed's Hill als deel van het Beleg van Boston gedurende de Amerikaanse Onafhankelijkheidsoorlog. Generaal Israel Putnam was verantwoordelijk voor de revolutionaire strijdkrachten terwijl generaal-majoor William Howe verantwoordelijk was voor de Britse strijdkrachten. Omdat de meeste gevechten niet op Bunker Hill plaatsvonden, wordt het conflict ook de Slag om Breed's Hill genoemd.

## Voorgeschiedenis
De militair gouverneur van de kolonie Massachusetts Bay, generaal Thomas Gage, was anno 1775 bezig met het verzoenen van de Amerikaanse kolonisten en de eisen die de regering in Londen stelde voor hun loyaliteit. Vooral de financiële eisen waren een doorn in het oog van de Whigs, die voor verregaande autonomie waren en niet langer afhankelijk zouden zijn van de Engelse koning George III.
Gage was al maanden bezig de Engelse regering ervan te overtuigen dat versterkingen nodig waren om dit conflict op te lossen. Het eerste bloed vloeide op 18 april toen Gage, in een poging om de nakende revolutie in de kiem te smoren, opdracht gaf om het buskruitdepot van Lexington en dat van Concord te plunderen. De plaatselijke militie bracht de Engelsen aanzienlijke verliezen toe. Eind mei had de regering in Londen 3 generaals gestuurd om het beleid van Gage kracht bij te zetten: William Howe, die zijn strepen verdiend had in de slag om Quebec, Henry Clinton, die zich onderscheiden had in de Zevenjarige oorlog en John Burgoyne.

## Slag om Bunker Hill
In de nacht van 16 juni werden drie Amerikaanse regimenten naar de verlaten stad Charlestown gestuurd om op Bunker Hill een aarden versterking aan te leggen. Ze liepen evenwel verder tot de volgende heuvel; Breed's Hill. Putnam was van mening dat alleen van daaruit de artillerie de haven kon beschieten. Na 4 uur stond er een aarden wal die bestand was tegen musketvuur en vérdragende kanonnen. De volgende ochtend realiseerden de Engelse bevelhebbers zich dat ze niet meer zo sterk stonden en dat een beschieting van Boston tot de mogelijkheden ging behoren. Admiraal Samuel Graves kreeg het bevel de heuvel onder vuur te nemen, maar zijn kanonskogels stuiten af op de helling van de heuvel.
Aangezien de noordelijke kant van de heuvel volkomen onbeschermd was, beval William Prescott een borstwering op te werpen vanaf het fort tot halfweg de helling. Door een blunder van Graves (het niet peilen van de rivier) konden pas 's middags de eerste soldaten, 10 lichte infanteriecompagnies en 10 grenadierscompagnies, aan wal. Omdat men totaal geen tegenstand ondervond, liet Howe de troepen hun middagmaal gebruiken. De situatie veranderde tijdens deze pauze in het nadeel van de Engelsen. Howe besefte dat er vanuit Charlestown sluipschutters zijn linkerflank onder vuur zouden nemen. Hij liet de vloot van Graves de stad in brand schieten maar zijn rechterflank bleek niet meer zo veilig aangezien hij nu de borstwering voor het eerst in het oog kreeg. Tegelijk verschenen er op Bunker Hill, zo'n 100 meter achter het fort, nog eens 1000 militieleden. Putnam was ondertussen versterking gaan halen. John Stark arriveerde en zag dat er nog een lange kuststrook onbewaakt was waardoor overvleugeling nog steeds mogelijk was. Hij liet er een muur bouwen tot aan de rivieroever.
De Engelsen hadden zich ondertussen opgesteld en begonnen aan de omsingeling. Langzaam (oneffen terrein met lage stenen muurtjes en hekken) bewoog de Engelse linie richting fort. Omdat de obstakels omzeild en opgeruimd moesten worden, viel de gehele linie uiteen. Op de linkerflank werden ze onder vuur genomen uit de brandende huizen van Charlestown. Dit was zo hevig dat de omtrekkende beweging moest worden gestaakt. In het noorden werd de lichte infanterie door het New Hampshire-regiment van John Stark met aanzienlijke verliezen terug geslagen. Ook het centrum van de Engelsen werd hard terug geslagen door het regiment van Connecticut. Ze konden niets anders doen dan terugtrekken en reformeren.
Howe stuurde zijn mannen terug de helling op met hetzelfde resultaat. De derde aanvalsgolf slaagde er wel in de borstwering te flankeren en op dat ogenblik stortte de Amerikaanse verdediging in. Hun munitie was verbruikt en de Engelsen gebruikten hun bajonetten. Het resultaat was een Britse pyrrusoverwinning. Zij hadden grote verliezen te verduren; meer dan 800 gewonden en 228 doden. In maart 1776 ging het Engelse leger aan boord van de vloot en kwam Boston definitief in handen van de revolutionairen.